# Cinéma autrichien
Pour les spectateurs francophones, la connaissance du cinéma autrichien se limite parfois aux derniers succès de Michael Haneke ou à ceux, plus lointains, d’Ernst Marischka évoquant dans les années 1950 la vie de l’impératrice Sissi.
Les Autrichiens expatriés sont parfois mieux connus. En effet, la communauté de langue et de culture avec le voisin allemand, mais aussi les retombées d’une Histoire tourmentée, expliquent, entre autres, l’existence d’une importante diaspora autrichienne dans les milieux du cinéma, surtout en Allemagne (Fritz Lang, Richard Oswald) et aux États-Unis (Josef von Sternberg, Erich von Stroheim, Edgar G. Ulmer, Joe May, Fred Zinnemann, Otto Preminger, Billy Wilder, Hedy Lamarr ou Arnold Schwarzenegger).

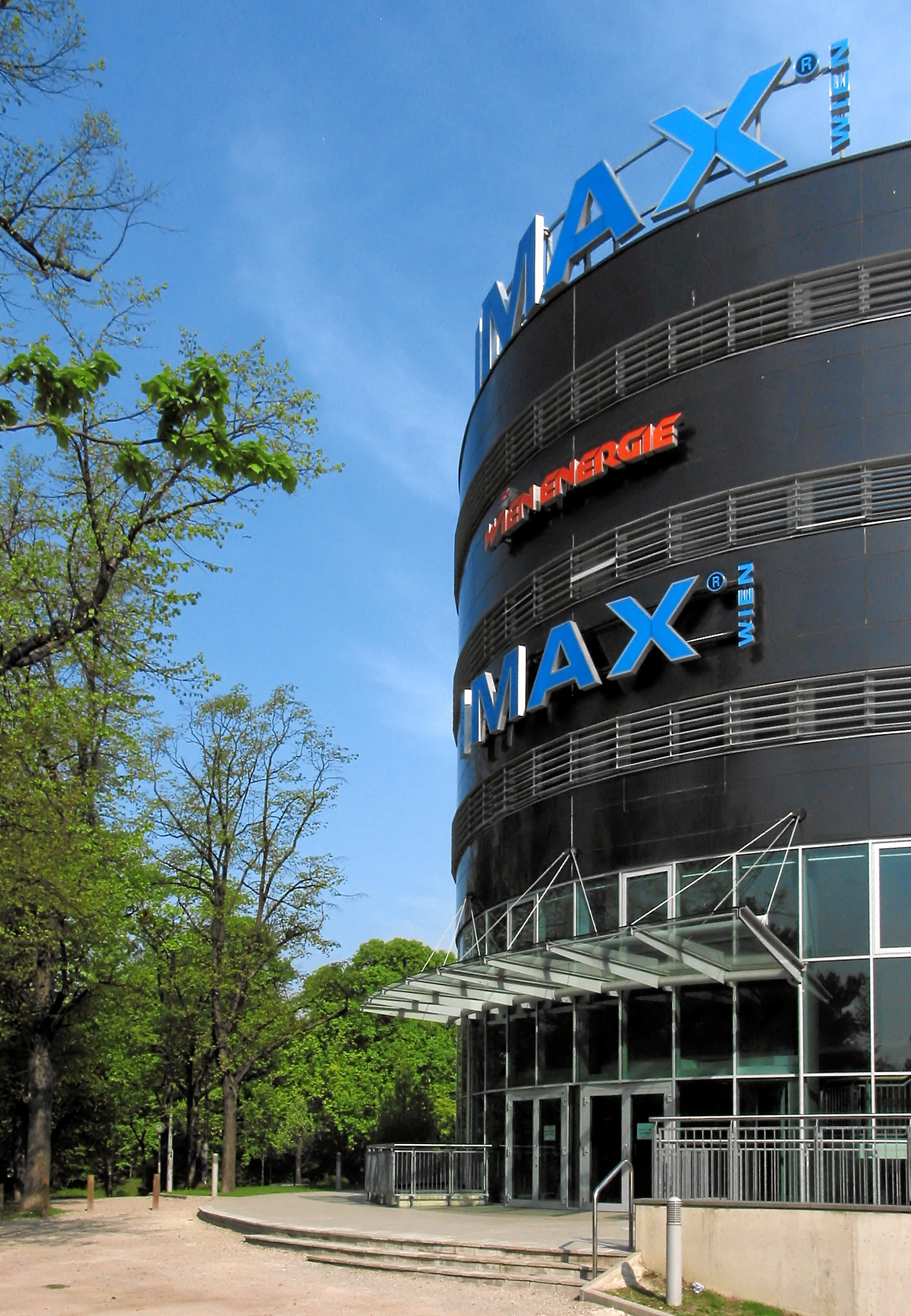
Cinéma IMAX à Vienne.

## Histoire du cinéma autrichien

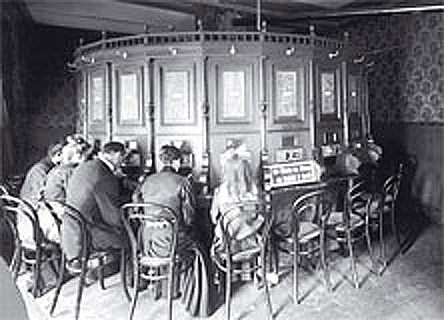
Un stéréoscope au Kaiserpanorama (Prater de Vienne vers 1900).

Parmi les pionniers du cinéma, on peut relever le nom du mathématicien et astronome tyrolien Simon Stampfer qui mit au point un appareil optique très proche du phénakistiscope inventé par le Belge Joseph Plateau à Gand à peu près au même moment (1831-32).
À partir de 1885, au Prater de Vienne, le "Kaiserpanorama" (panorama impérial), un ancêtre du cinéma, peut accueillir jusqu'à 12 spectateurs qui, moyennant finance, ont la possibilité de jeter simultanément un coup d'œil dans un stéréoscope.
1896 est une année décisive. À partir du mois de mars on projette à Vienne un petit programme de films des frères Lumière, et le 17 avril l'Empereur François-Joseph y assiste en personne.

### Les premiers films muets

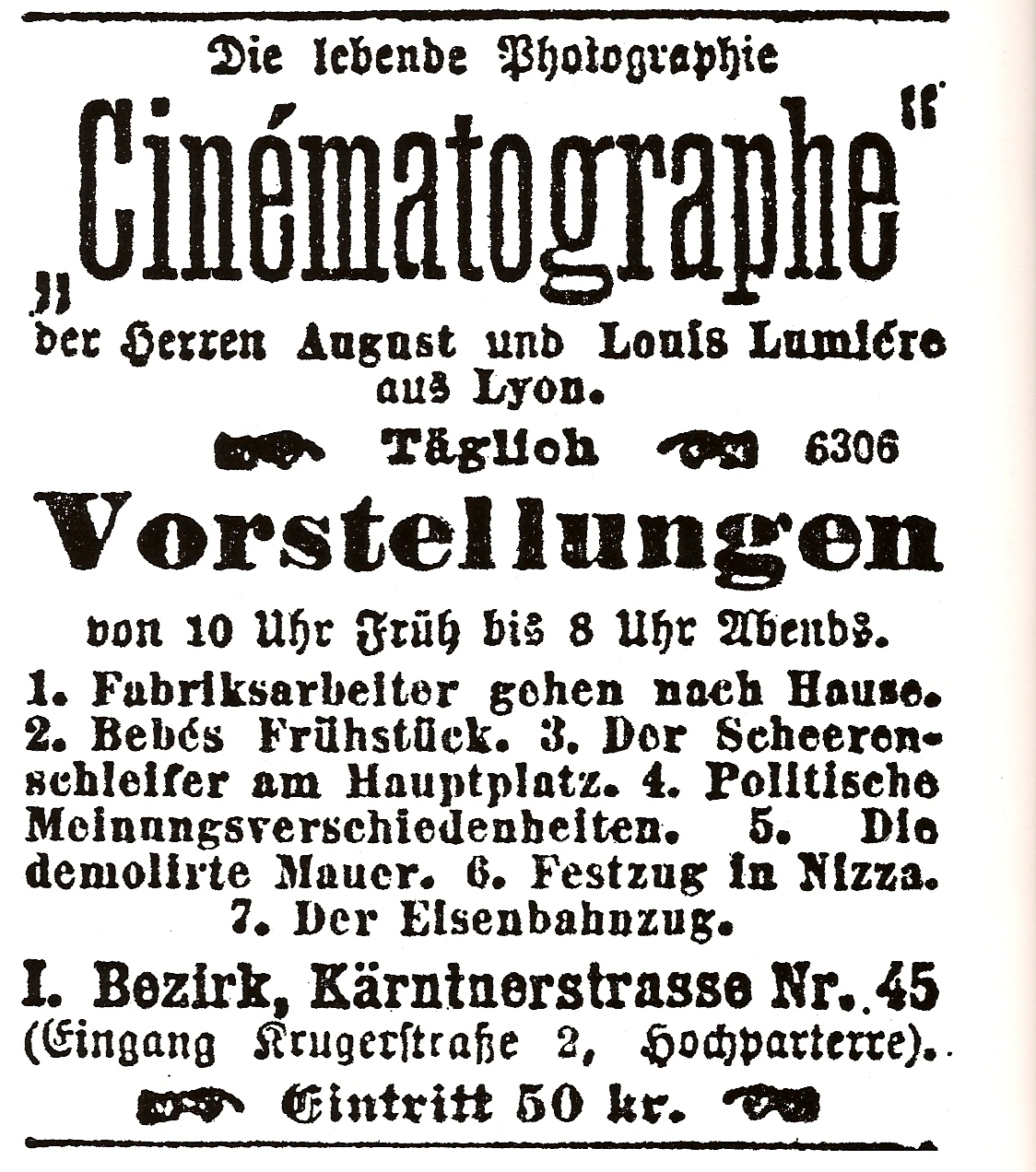
Publicité pour les films de Louis Lumière à Vienne, 1896.

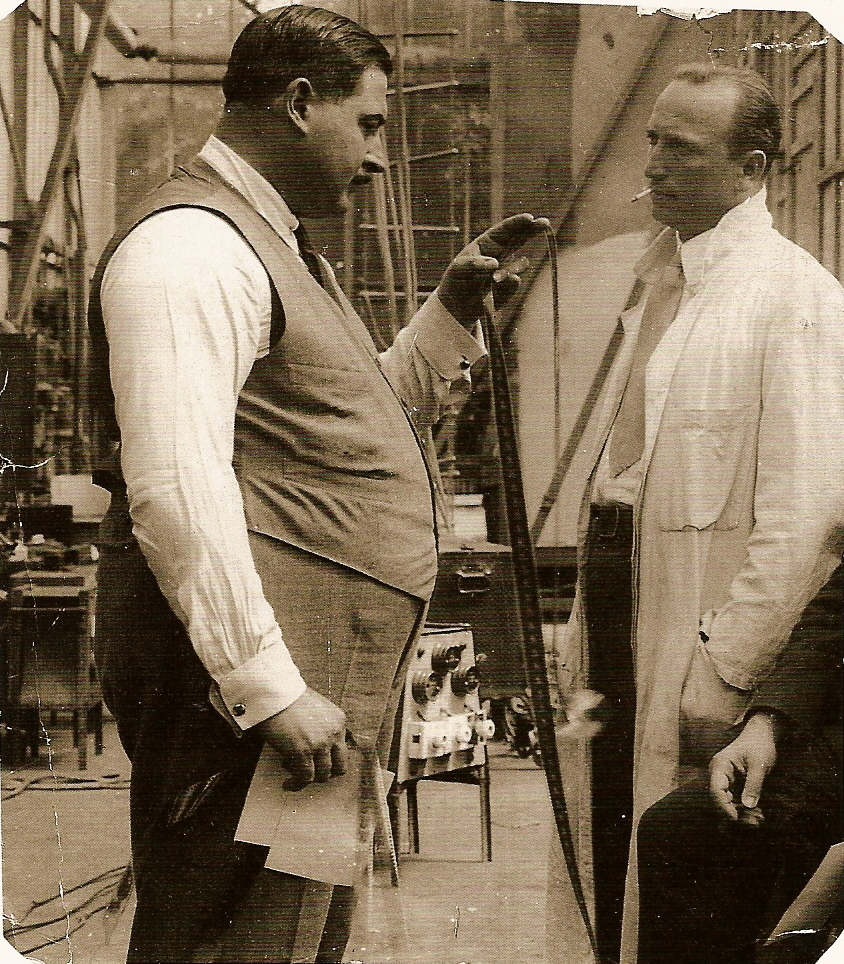
Sascha Kolowrat-Krakowsky vers 1915/1916.

Les premières sociétés de production qui s'installent en Autriche sont françaises : les Pathé Frères s'implantent à Vienne dès 1904, Gaumont suit en 1908 et la société Éclair en 1909. Elles dominent le marché des actualités cinématographiques jusqu'à la Première Guerre mondiale.
La première production authentiquement autrichienne consiste en quelques images tournées en 1903, Der Kaiserbesuch in Braunau/Inn (La Visite de l'Empereur à Braunau sur l'Inn). Les films de fiction apparaissent avec un décalage d'une dizaine d'années par rapport à la France ou à l'Angleterre. En 1906 le photographe viennois Johann Schwarzer commence à tourner et à exporter une série de courts métrages érotiques (par exemple Am Sklavenmarkt), mais la police les confisque en 1911.
Le premier long métrage (en fait d'une durée de 35 minutes), Von Stufe zu Stufe (D'un échelon à l'autre), aurait été projeté à Vienne en décembre 1908. À défaut de certitudes à ce sujet, on peut plus sûrement attribuer le titre à Der Müller und sein Kind (Le Meunier et son fils), une production germano-autrichienne de 1911.
Anton Kolm, qui tourne des saynètes comiques sur le modèle français et des films populaires, est l'un des premiers réalisateurs. En 1910, Kolm et sa femme Luise Kolm, également réalisatrice, en association avec Jacob Fleck, fondent « la première industrie cinématographique autrichienne » qui portera par la suite le nom de Wiener Kunstfilm. Cette entreprise revendique aussi une approche artistique, sur le mode des films d'art à la française. Peu après, en 1912, Sascha Kolowrat-Krakowsky fonde la Sascha-Filmfabrik à Vienne. Ces deux sociétés de production resteront les plus importantes en Autriche jusqu'aux années 1920 (lorsque la Wiener Kunstfilm devra affronter Vita-Film) et 1930 (Sascha-Film est alors confisquée par les nazis allemands et rebaptisée Wien-Film).
À cette époque le cinéma est déjà très populaire. Pourtant une partie de la bonne société ainsi que les dirigeants continuent d'adhérer à une vision élitiste de la culture, représentée par la peinture, l'architecture, la musique, notamment l'opéra et l'opérette, et manifestent plutôt du mépris à l'égard de ces nouvelles distractions. Quelques rares personnalités font exception, par exemple l'écrivain Hugo von Hofmannsthal. La censure se fait tâtillonne et en 1910 un texte interdit aux enfants d'assister aux projections. Par ailleurs les milieux du théâtre craignent cette concurrence nouvelle, et c'est ainsi que les acteurs du Burgtheater n'ont pas le droit de participer à un film, sous quelque forme que ce soit.
Le cinéma prend pourtant une importance croissante et l'on voit apparaître des périodiques spécialisés, tels que Das Lichtbild-Theater et Dramagraph-Woche en 1911, Filmkunst et Kastalia en 1912 ou Die Filmwoche en 1913.

Leon Askin en 2001.

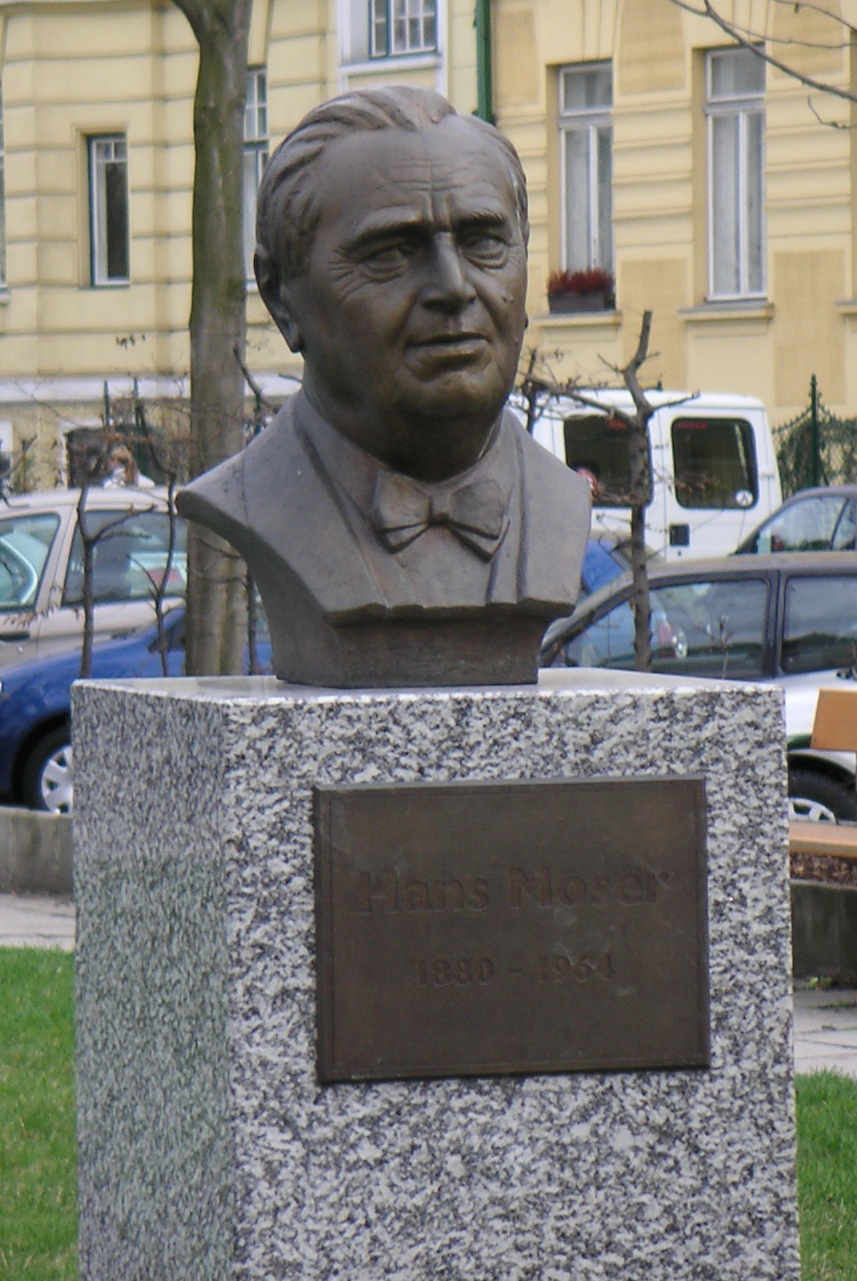
Le buste de Hans Moser à Hietzing.

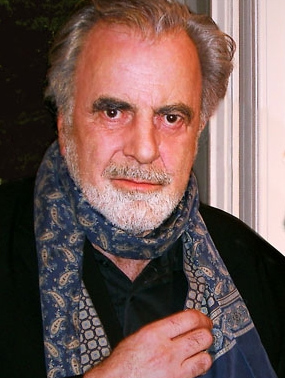
Maximilian Schell en 2006.

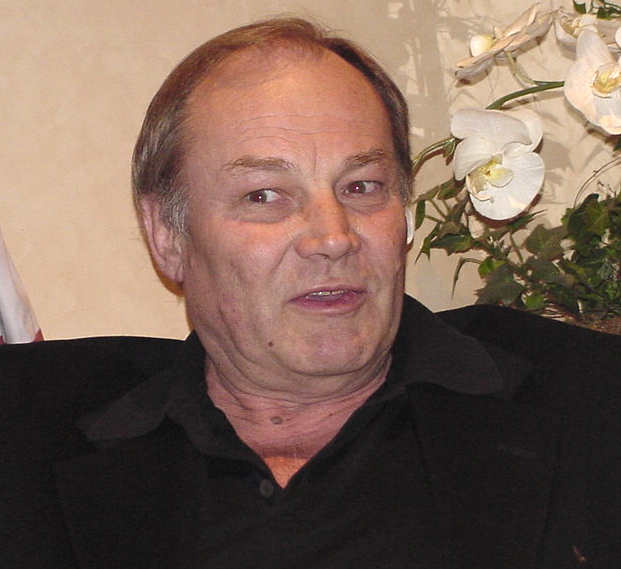
Klaus Maria Brandauer à Biberach en 2003.

### Entre les deux guerres
Au lendemain de la guerre, la situation du cinéma n'est d'abord pas si mauvaise en Autriche, car le cours de la couronne autrichienne est très bas, de telle sorte que les films nationaux sont plus abordables que les autres. Il faut reconnaître que la qualité n'est pas toujours au rendez-vous, en dépit des quelques films remarquables produits alors. Par exemple, si l'on associe généralement le cinéma expressionniste à l'Allemagne, l'Autriche est pourtant partie prenante dès le début. Paul Czinner y tourne Inferno (1920). Le scénario du Cabinet du docteur Caligari est l'œuvre de deux Autrichiens, Carl Mayer et Hans Janowitz. L'Autrichien Fritz Kortner, l'un des grands acteurs du mouvement, apparaît aux côtés de Conrad Veidt dans Les Mains d'Orlac, un film expressionniste autrichien tourné par le réalisateur allemand Robert Wiene.
Cette décennie est aussi celle des grands films épiques, conçus sur le modèle des superproductions apparues en Amérique et en Italie quelques années auparavant (telles que Naissance d'une nation, Intolérance ou Cabiria). L'Autriche produit à son tour des films spectaculaires, par exemple Samson et Dalila (1922) de l'émigré hongrois Sándor Laszlo Kellner (futur Alexander Korda) —, Sodome et Gomorrhe (1922) et L'Esclave reine (Die Sklavenkönigin) (1924) de son compatriote Mihály Kertész qui se fera bientôt appeler bientôt Michael Curtiz. Ce seront les plus imposantes productions jamais réalisées en Autriche. Leurs budgets sont colossaux, tous les acteurs en vue veulent y participer et, par exemple, pour la reconstitution du temple de Sodome, les meilleurs architectes du pays sont mis à contribution : Emil Stepanek, Artur Berger et Julius von Borsody.
Willi Forst débute au cinéma dans Sodome et Gomorrhe et décroche son premier grand rôle face à Marlène Dietrich dans Trois nuits d'amour (Café Electric) (1927) de Gustav Ucicky.
Entre 1919 et 1922, la production autrichienne avait atteint des sommets, avec 100 à 140 films par an. Mais, à partir de 1923, toute la production européenne amorce un déclin en raison de la concurrence croissante des États-Unis. Déjà amortis dans leur pays, les films américains arrivent en Europe à moindre coût. Par ailleurs, l'inflation ayant été enrayée en Allemagne et en Autriche, les films autrichiens sont désormais moins avantageux, donc plus difficiles à exporter. La production nationale chute au milieu des années 1920, à un niveau de vingt à trente films par an.
En ce qui concerne les années 1930, les films les plus connus sont Extase (1933) de Gustav Machatý, avec Hedy Lamarr ; Symphonie inachevée (Leise flehen meine Lieder) (1933-34), Mascarade (Maskerade) (1934) et Burgtheater (1936) de Willi Forst ; Romance viennoise (G'schichten aus dem Wienerwald) (1934) de Georg Jacoby et Hôtel Sacher (1939) d'Erich Engel.
En 1938, l'Autriche est annexée à l'Allemagne (Anschluss). Tous les artistes et toutes les personnes travaillant dans l'industrie cinématographique, s'ils sont juifs ou hostiles au régime nazi, doivent quitter l'Autriche. Ils émigrent vers la France, la Grande-Bretagne et les États-Unis, où plusieurs d'entre eux remportent un grand succès.

### Entre 1945 et 1970
C'est la grande époque des comédies musicales et des films sentimentaux de terroir, ceux que l'on appelle les Heimatfilme. En effet, les villes autrichiennes ayant été très endommagées pendant la guerre, les réalisateurs préfèrent tourner leurs films à la campagne, donnant ainsi une image plus positive du pays, splendide et généreux. En ces temps de reconstruction, les spectateurs aspirent avant tout à la sécurité, guère enclins aux films sérieux ou trop critiques. De fait, l'action de nombreuses comédies se situe dans les milieux de la monarchie austro-hongroise, un cadre propice à la romance, évoquant le luxe, la beauté et l'élégance. On comprend pourquoi les films de Sissi — et beaucoup d'autres de la même veine produits pendant cette période — sont aussi appréciés, non seulement en Autriche, mais également à l'étranger. Les stars des années 1950 et 60 sont principalement Peter Alexander, Attila Hörbiger, Magda Schneider, Wolf Albach-Retty, Romy Schneider, Hans Moser et bien d'autres.

### Après 1970
Pendant cette décennie la production cinématographique autrichienne fléchit jusqu'à atteindre ses chiffres les plus bas : de 5 à 10 films seulement sont produits chaque année. Le succès de la télévision donne le coup de grâce à une industrie conservatrice. En parallèle une nouvelle génération de cinéastes apparaît. PLus jeunes et plus critiques, ils s'orientent volontiers vers un cinéma expérimental. Au sein de cette avant-garde — dont certains membres s'étaient déjà fait connaître dans les années 1950 —, on remarque les noms de Peter Kubelka, Franz Novotny, Ernst Schmid Jr., Ferry Radax, Kurt Kren, Valie Export, Otto Muehl ou Peter Weibel.
Longtemps attendue, une politique d'aide publique se met en place dans les années 1980 et permet au cinéma autrichien de prendre un nouveau départ. Cependant l'âge d'or des années 1920 et 30, voire des années 1950, est bel et bien révolu : désormais les gens possèdent des téléviseurs, des ordinateurs et ont accès à bien d'autres possibilités de loisirs.
Des genres presque oubliés sont redécouverts. Les comédies, toujours très appréciées, ont des contenus bien différents maintenant. Le drame est aujourd'hui le genre le plus représenté. Les films d'action, de fantasy, les thrillers et les films d'horreur sont peu présents car ils nécessitent d'importants moyens pour les effets spéciaux, ce qui n'est pas possible en Autriche où le budget d'un film dépasse rarement 1 à 2 millions d'euros (2,5 miillions de dollars au maximum). En effet des coûts supérieurs ne pourraient être amortis, car très peu de films sont distribués hors des frontières et le marché national dominé par le cinéma américain est très restreint. Presque tous les réseaux de distribution sont entre les mains des majors américaines qui contrôlent le marché autrichien à travers un système d'exploitation complexe. C'est ainsi que les films autrichiens ne bénéficient pratiquement d'aucune stratégie de marketing et de publicité, car les distributeurs étrangers préfèrent promouvoir leurs propres productions.

### Aujourd'hui

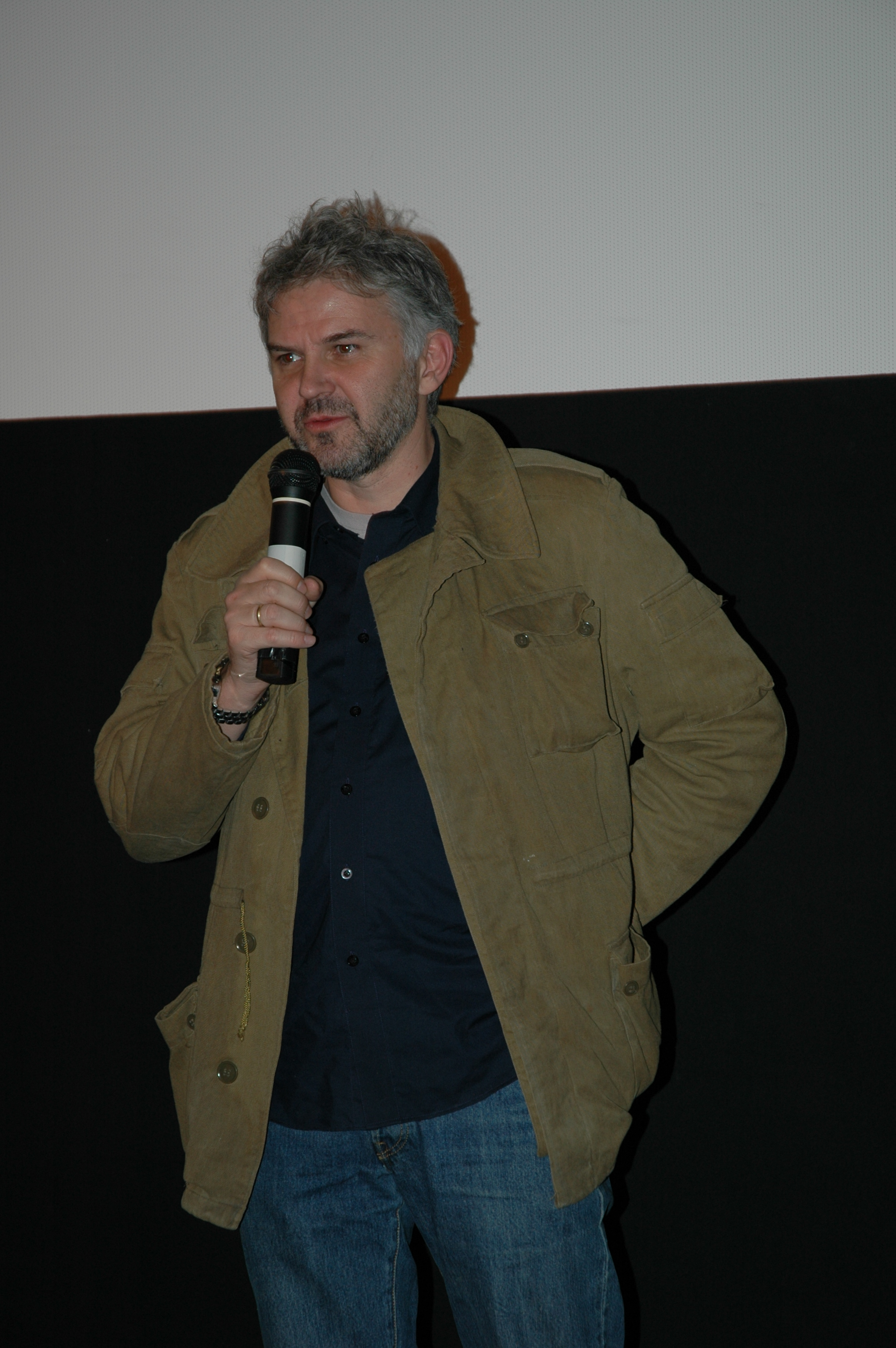
Michael Glawogger lors de la première de Slumming, 2006.

Néanmoins, depuis les années 1990, l'industrie cinématographique autrichienne a pu se réorganiser. Plusieurs réalisateurs de talent, chevronnés ou plus jeunes, se sont associés pour partager leurs ressources au sein de leurs propres sociétés. Quant aux autres entreprises — (les plus puissantes étant Dor Film et Allegro-Film), avec au moins deux longs métrages par an —, elles se consacrent principalement à des productions dont le succès commercial semble assuré, par exemple celles mettant en scène des vedettes de music-hall très populaires en Autriche. Des comédies telles que Hinterholz 8 ou Poppitz ont ainsi battu des records d'audience dans le pays au cours de ces vingt-cinq dernières années. Ces grosses sociétés produisent aussi quelques films sérieux, mais en nombre restreint, sauf si des chiffres de fréquentation significatifs peuvent être espérés à l'étranger.
La part de marché des films nationaux est l'une des plus faibles d'Europe. 3 % des spectateurs seulement vont voir un film autrichien. Chaque année, les dix premiers films au palmarès des salles sont tous américains.
Les productions de grande qualité — de plus en plus souvent récompensées dans les festivals internationaux — sont souvent le fait de petites sociétés autrichiennes, quelquefois en coproduction avec d'autres pays, par exemple La Pianiste (Die Klavierspielerin) ou Caché de Michael Haneke, probablement le cinéaste autrichien le plus célèbre du moment. Parmi les autres succès des années 2000 on peut relever We Feed the World d'Erwin Wagenhofer, Le Cauchemar de Darwin de Hubert Sauper, Calling Hedy Lamarr de (Georg Misch), Grbavica (coproduction internationale) de Jasmila Žbanić, Blue Moon de Andrea Maria Dusl, Slumming de Michael Glawogger, Silentium et Komm, süßer Tod (tous deux de Wolfgang Murnberger), Die fetten Jahre sind vorbei de Hans Weingartner et Dog Days d'Ulrich Seidl. D'autres réalisateurs méritent d'être cités : Barbara Albert, Elisabeth Scharang, Jessica Hausner, Kurt Palm, Nikolaus Geyrhalter et Robert Dornhelm qui vit aux États-Unis.

### Le cinéma d'animation
L'existence de longs métrages d'animation autrichiens n'a pu être établie. Notons cependant la collaboration de l'Autriche à une série télévisée japonaise des années 1970, Maya l’abeille, et les noms de quelques créateurs contemporains, tels que Hubert Sielecki, Stefan Stratil ou Mara Mattuschka.

## Personnalités du cinéma autrichien

### Réalisateurs
Barbara Albert - Christian Berger - Rudolph Cartier - Axel Corti - Milan Dor - Andrea Maria Dusl - Valie Export - Florian Flicker - Willi Forst – Michael Glawogger - Andreas Gruber - Michael Haneke - Paul Harather - Ernst Hofbauer - Maria Knilli - Kurt Kren - Peter Kubelka - Leopold Lummerstorfer - Ernst Marischka - Joe May - Katharina Mückstein - Wolfgang Murnberger - Franz Novotny - Richard Oswald - Otto Preminger - Wolfram Paulus - Goran Rebic - Stefan Ruzowitzky - Hubert Sauper - Maximilian Schell - Harald Sicheritz - Luis Trenker - Berthold Viertel - Erwin Wagenhofer - Hans Weingartner - Bernhard Wicki - Herbert Wise

### Acteurs
Wolf Albach-Retty - Peter Alexander - Helga Anders - Leon Askin - John Banner – Helmut Berger - Senta Berger - Theodore Bikel - Karlheinz Böhm - Katharina Böhm - Klaus Maria Brandauer - Mady Christians - Mercedes Echerer - Andrea Eckert - Karl Farkas - O. W. Fischer - Willi Forst - Käthe Gold - Waltraut Haas - Karlheinz Hackl - Paul Henreid - Oscar Homolka - Attila Hörbiger - Christiane Hörbiger - Mavie Hörbiger - Xaver Hutter - Curd Jürgens - Gustav Kadelburg - Alexander Kerst - Sonja Kirchberger - Dagmar Koller - Barbara Kowa - Ida Krottendorf - Cindy Kurleto - Lotte Ledl - Lotte Lenya - Gerlinde Locker - Helmuth Lohner - Ferdinand Marian - Karl von Marinelli - Josef Meinrad - Marisa Mell - Karl Merkatz - Tobias Moretti – Hans Moser - Fritz Muliar - Reggie Nalder - Dorothea Neff - Johann Nestroy - Susi Nicoletti - Eric Pohlmann - Alf Poier - Hanno Pöschl - Helmut Qualtinger - Freddy Quinn - Ferdinand Raimund - Fred Raul - Lukas Resetarits - Annie Rosar - Eva Rueber-Staier - Otto Schenk - Maximilian Schell - Maria Schell - Walter Schmidinger - Oskar Sima - Walter Slezak - Adolf von Sonnenthal - Nadja Tiller - Christoph Waltz - Kurt Weinzierl - Franziska Weisz - Oskar Werner - Paula Wessely - Rudolf Wessely - Helmut Wiesinger - Charlotte Wolter - Carsten Zimmermann - Yetta Zwerling

## Quelques films autrichiens
- 1908 : D’un échelon à l’autre (premier long métrage autrichien ?)
- 1911 : Der Müller und sein Kinds
- 1918 : L'Homme d'or
- 1919 : La Dame aux gants noirs
- 1920 : Inferno
- 1922 : Sodome et Gomorrhe
- 1923 : Pour l'honneur
- 1924 : Les Mains d'Orlac ; L’Image
- 1925 : Die Sklavenkönigin
- 1927 : Café Elektric
- 1931 : Antonia, romance hongroise
- 1933 : La Vie tendre et pathétique ; Extase de folie
- 1934 : Mascarade (de)
- 1936 : Ungeküsst soll man nicht schlafen gehn
- 1939 : Bel-Ami de Willi Forst
- 1948 : Le Procès ; Der Engel mit der Posaune
- 1949 : Eroïca ; Profondeurs mystérieuses
- 1951 : Confessions d'une pécheresse
- 1952 : Abenteuer in Wien (de)
- 1954 : Les Jeunes Années d'une reine
- 1955 : La Fin d'Hitler ; Mam'zelle Cri-Cri ; Sissi
- 1956 : Sissi Impératrice ;
- 1957 : Sissi face à son destin
- 1960 : Herr Puntila und sein Knecht Matti (de)
- 1963 : La Marraine de Charley
- 1979 : Histoires de la forêt viennoise avec Jules
- 1980 : Unsichtbare Gegner ; Exit – Nur keine Panik
- 1981 : Mephisto ; Der Schüler Gerber
- 1982 : Welcome in Vienna : Dieu ne croit plus en nous
- 1985 : Welcome in Vienna : Santa Fe
- 1986 : Echo Park (en) ; Un homme à succès (de) ; Welcome in Vienna : Welcome in Vienna
- 1987 : Der Joker (de)
- 1988 : Le Septième Continent
- 1989 : Hanna en mer
- 1992 : Benny's video
- 1993 : Indien ;
- 1994 : Hasenjagd – Vor lauter Feigheit gibt es kein Erbarmen ; Ich gelobe (de)
- 1995 : 71 Fragments d'une chronologie du hasard
- 1997 : Funny Games
- 1998 : Hinterholz 8 ;  Suzie Washington ; Les Héritiers
- 1999 : Banlieue nord ; Wanted
- 2000 : Komm, süßer Tod a Tozz
- 2001 : Dog Days ; La Pianiste (coproduction)
- 2002 : Blue Moon and Filmarchiv
- 2004 : The Edukators
- 2005 : Caché ; Le Cauchemar de Darwin ; We Feed the World
- 2006 : Trois jours à vivre
- 2007 : Les Faussaires
- 2008 : Bienvenue à Cadavres-les-Bains
- 2010 : Die unabsichtliche Entführung der Frau Elfriede Ott

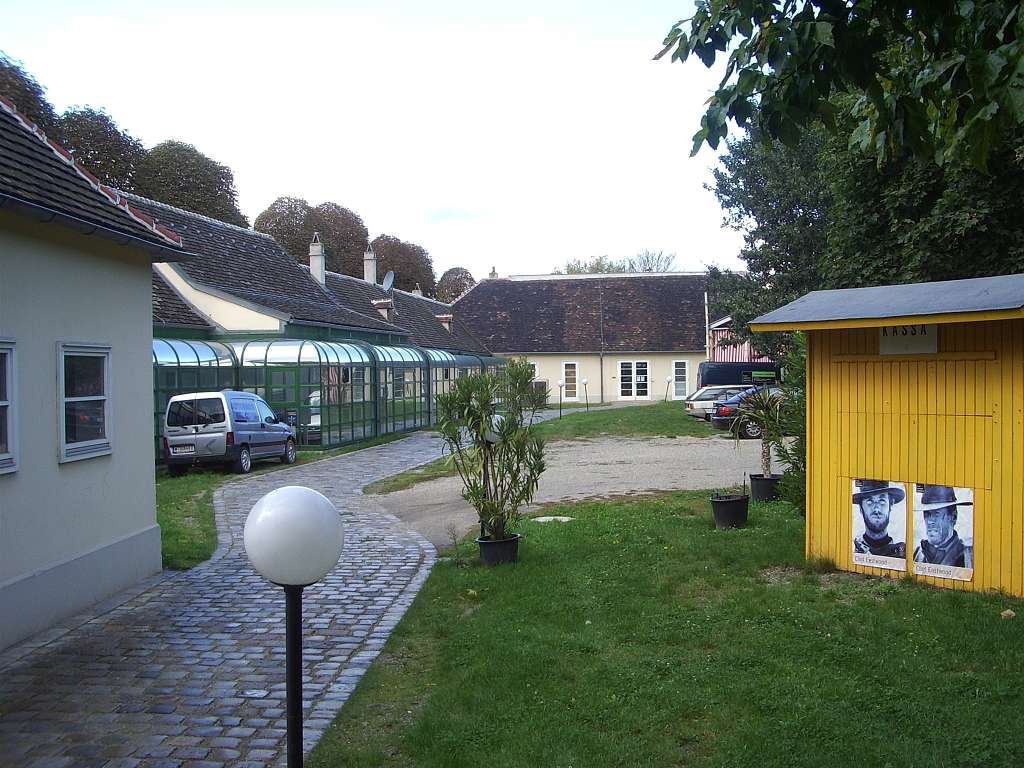
Les Archives du film au Augarten, à Vienne.

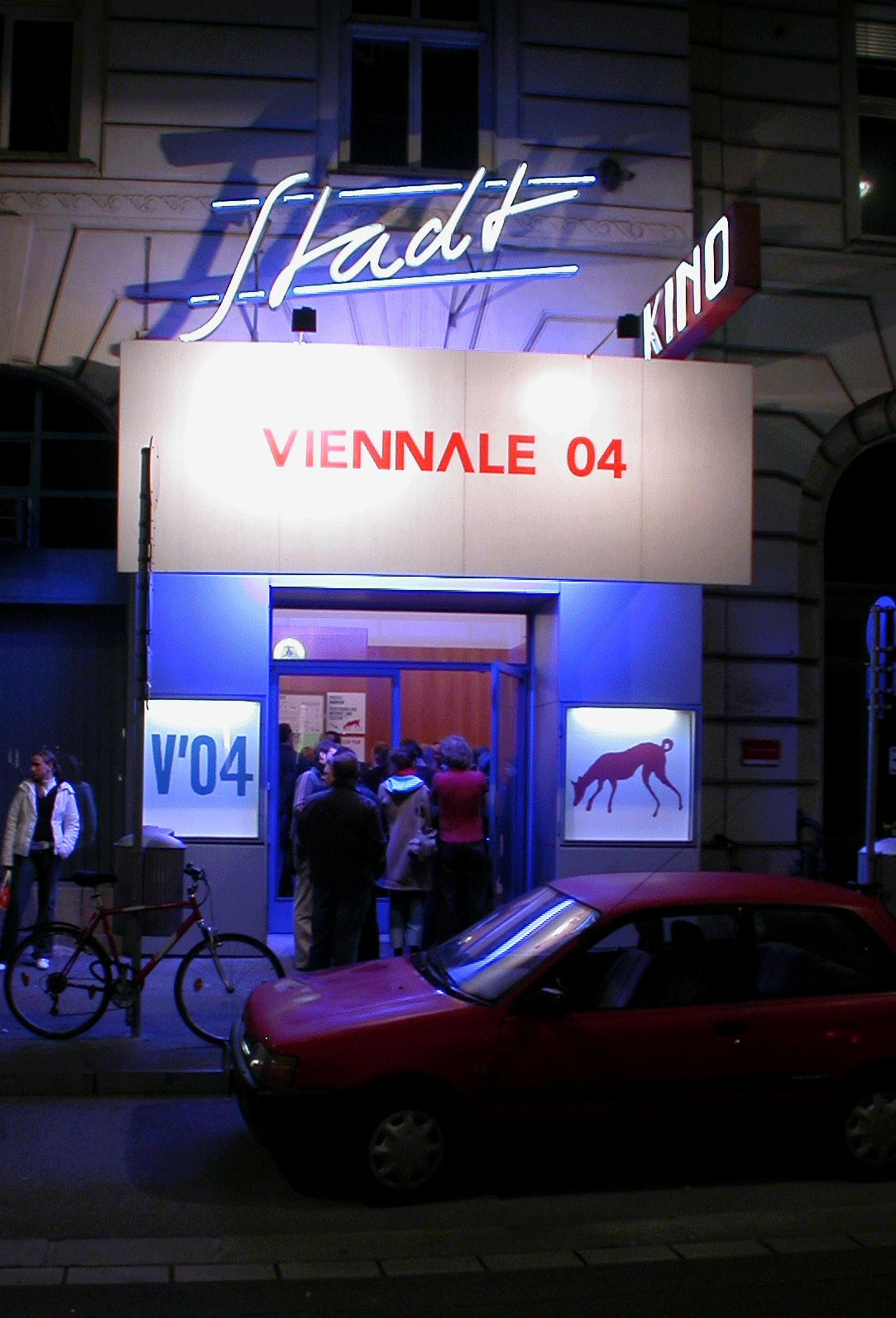
Le Stadtkino lors de la Viennale en 2004.

## Institutions
- Österreichisches Filminstitut
- Filmarchiv Austria (Archives du film)
- Austrian American Film Association (AAFA)
- Filmschule Wien (école de cinéma à Vienne)

## Festivals de cinéma
- Graz : Diagonale diagonale.at
- Innsbruck : Film Festival Innsbruck iffi.at
- Vienne : Viennale, Vienna Independent Shorts viennashorts.com

## Revues de cinéma
- Blimp
- Filmlogbuch

### Listes et catégories
- (en) Films A-Z
- (en) Films (chronologie)
- Réalisateurs
- Scénaristes
- (en) Acteurs
- Films tournés en Autriche